# Alfredo González-Ruibal
Alfredo González-Ruibal ist ein spanischer Archäologe.

## Leben
González-Ruibal wurde 2003 an der Universidad Complutense in Madrid über ein Thema der Vorgeschichte: Die Eisenzeit im nordwestlichen Iberien, promoviert. Die in dieser Arbeit behandelten Themen sind in den neueren Forschungen und Arbeiten des Archäologen weiterhin von Bedeutung: Kulturelle Kontakte, Technologie und Technologietransfer, Gleichheitsdenken, Wirtschaften unter moralischen und politischen Vorzeichen sowie Langzeitentwicklungen.
2005 bis 2006 war González-Ruibal Post-doctoral fellow am Stanford Archaeology Center der Stanford University in Stanford, Kalifornien, USA. 2006 bis 2009 war er Assistenzprofessor am Institut für Vor- und Frühgeschichte der Universidad. Seit 2009 arbeitet er am Instituto de Ciencias del Patrimonio des Consejo Superior de Investigaciones Científicas (CSIC).
Im Rahmen seiner Forschungen arbeitete González-Ruibal zwischen 2001 und 2010 in Ethnien des westlichen Äthiopien, die noch nicht vollständig der Moderne unterlegen sind und untersuchte, mit welchen Mitteln sich diese bisher, auch in der Zeit der Besetzung durch die Kolonialmacht Italien, gegen die Einflüsse der Modernisierung sträuben konnten. Des Weiteren arbeitete er zwischen 2005 und 2008 in Brasilien.
González-Ruibal ist in den letzten Jahren mit der Koordinierung von archäologischen Arbeiten zu Geschichte Spaniens im Bürgerkrieg und in den Anfangsjahren der Franco-Diktatur im Zeitraum 1936 bis 1950 befasst.
2015, 2017 und 2018 leitete er Ausgrabungen in Westäthiopien.

## Schriften
- La experiencia del otro. Una intoducción a la etnoarceología (= Akal arqueología. 3). Akal, Madrid 2003, ISBN 84-460-2060-2.
- Past the Last Outpost: Punic Merchants in the Atlantic Ocean (5th–1st century BC). In: Journal of Mediterranean Archaeology. Bd. 19, Nr. 1, 2006, S. 121–150, doi:10.1558/jmea.v19i1.121.
- Making Things Public: Archaeologies of the Spanish Civil War. In: Public Archaeology. Bd. 6, Nr. 4, 2007, ISSN 1465-5187, S. 203–226, doi:10.1179/175355307X264165.
- mit Víctor M. Fernández-Martínez: Exhibitung Cultures of Contact: A Museum for Benishangul-Gumuz, Ethiopia. In: Stanford Journal of Archaeology. Bd. 12, 2007, ZDB-ID 2103339-0, S. 61–90.
- Fascist Colonialism: The Archaeology of Italian Outposts in Western Ethiopia (1936–41). In: International Journal of Historical Archaeology. Bd. 14, Nr. 4, 2010, ISSN 1092-7697, S. 547–574, JSTOR:41719807.
- The Politics of Identity: Ethnicity and the Economy of Power in Iron Age Northwest Iberia. In: Gabriele Cifani, Simon Stoddart  (Hrsg.): Landscape, Ethnicity and Identity in the Archaic Mediterranean Area. Oxbow Books, Oxford u. a. 2012, ISBN 978-1-84217-433-3, S. 245–266.
- mit Yonatan Sahle und Xurxo Ayán Vila: A Social Archaeology of Colonial War in Ethiopia. In:  World Archaeology. Bd. 43, Nr. 1, 2011, ISSN 0043-8243, S. 40–65, doi:10.1080/00438243.2011.544897.
- als Herausgeber: Reclaiming Archaeology. Beyond the Tropes of Modernity. Routledge, London u. a. 2013, ISBN 978-0-415-67392-1.
- An Archaeology of Resistance. Materiality and Time in an African Borderland. Rowman & Littlefield, Lanham u. a. MD 2014, ISBN 978-1-4422-3090-3.
- In Sudan's Eastern Borderland: Frontier Societies of the Qwara Region (ca. AD 600-1850). Journal of African archaeology 15 (2017). ISSN 1612-1651.